# Visegrád ostroma
Visegrád ostroma az eleinte ismételten csak I. Ferdinánd és Szapolyai János közötti örökösödési harcként induló Habsburg-török háború első összecsapása volt Visegrád alatt, s Székesfehérvár környékén.
Ferdinánd német birodalmi segítséggel egy 9300 fős sereget küldött Magyarországra, Buda bevételére, miután megtudta, hogy Szapolyai meghalt, de a magyar rendek nem akarják elismerni őt királyukul.

A sereg megkésve, október elején kezdte el a hadműveleteit, s nem sok idő maradt Buda elfoglalására a téli hideg beállta előtt. Fráter György készült az ostromra, míg Izabella királyné a megadásra hajlott.
Október 5-én a Leonhard von Fels vezette seregek bevonultak Esztergomba, ahonnan tizenkét nap elteltével tértek Visegrád alá. Az osztrák parancsnok tudta, hogy nincs sok ideje, ezért nyomban üzenetet küldött a székesfehérváriaknak, s bírájuknak Szegesi Tamásnak, hogy hódoljanak meg a főherceg előtt, mert különben V. Károly a teljes birodalmi sereggel fog Fehérvár ostromára jönni.
A fehérváriak még meg sem hódoltak, mikor Török Bálint tudomást szerzett a köztük és von Fels közti eszmecseréről. A dunántúli főkapitány ezer lovassal az élen Székesfehérvár vidékre vonult, mire a város úgy döntött, hogy ideiglenesen meghódol Ferdinándnak, s lezárták a város kapuit. A dühös Török Bálint felégette a külvárosokat és kifosztotta a környéket.
Egy nappal később von Fels katonáinak egy része elfoglalta Vácot, szintén anélkül, hogy harcolt volna. Október 27-én bevették Visegrádot, de a fellegvár feltehetően még november–december hónapig tartott magát, más források szerint azonban az alsó vár tartott ki legtovább.

Visegrád elfoglalása után von Fels két hét után, november 14-én szállta meg a védtelen Pestet. Miután Buda ostroma nem sikerült, az év végén a Szegesi és Váraljai Szaniszló prépost Török Bálint támadását ürügyként felhasználva, véglegesen átadták Székesfehérvárt az osztrákoknak.
Visegrád ebben a háborúban súlyos károkat szenvedett, elsősorban a török támadások miatt.